# Bienensachverständiger
Der Bienensachverständige (Abkürzung: BSV), auch Bienenseuchensachverständiger oder auch im süddeutschen Sprachraum Seuchenwart, untersucht kranke oder verdächtige Bienenvölker der Imker auf Anzeichen von Bienenkrankheiten.
Die Bestellung richtet sich nach der Verordnung des Ministeriums für Ernährung und Ländlichen Raum zur Durchführung der Bienenseuchen-Verordnung vom 17. Mai 2005, GBl. vom 27. Juni 2005 S. 414 Nr. 9. In § 1 heißt es unter anderem: “Die Bestellung erfolgt auf Vorschlag der Imkerorganisation des Landes durch die unteren Verwaltungsbehörden.” und “Der Bienensachverständige steht der unteren Verwaltungsbehörde als Sachverständiger zur Verfügung und ist an dessen Weisungen gebunden”.

## Ausbildung
Die Ausbildung zum BSV ist in Deutschland in den Bundesländern geregelt. Daher gibt es keine bundeseinheitliche Ausbildung.
In NRW dauert die Ausbildung 11 Tage einschließlich Prüfung und gliedert sich in Themengebiete wie Tierseuchenkasse, Arzneimittel- und Pflanzenschutzrecht, Tiergesundheitsgesetz, Bienenseuchenverordnung, Bienenkrankheiten, Imkerschulung und -beratung sowie Präsentationstechniken. Der BSV muss zudem regelmäßig, mindestens nach 2 Jahren, an einer Weiterbildungsschulung teilnehmen.

## Aufgaben
Der BSV vertritt die Imkerschaft gegenüber dem Amtsveterinär bzw. unterstützt und berät ihn bei der Bekämpfung von Bienenkrankheiten. Der BSV überwacht die Sanierung, Behandlung von Bienenvölkern im Auftrag des Amtsveterinärs bei meldepflichtigen Bienenseuchen. Zu dieser Aufgabe wird der BSV durch den Amtsveterinär „bestellt“, er stellt somit ein ausführendes Organ der Amtsveterinärs dar. Anzeigepflichtige Tierseuchen sind bei Bienen die Amerikanische Faulbrut sowie, bisher in Deutschland aber noch nicht aufgetreten, der Befall durch den Kleinen Beutenkäfer und die Tropilaelaps-Milbe.
Weiterhin untersucht der Bienensachverständige auf Imkerwunsch Bienenvölker und stellt dafür Gesundheitsbescheinigungen aus. Diese werden von Imkern benötigt, wenn sie den Standort von Bienenvölkern ändern (z. B. in Trachtgebiete wandern) oder diese verkaufen wollen.